# Validación subjetiva
La validación subjetiva, a veces llamada efecto de validación personal, es un sesgo cognitivo por el cual una persona considerará que una declaración u otra información es correcta si tiene algún significado o significado personal para ella. En otras palabras, una persona cuya opinión se ve afectada por la validación subjetiva percibirá dos eventos no relacionados (es decir, una coincidencia) que están relacionados porque su creencia personal exige que estén relacionados. Muy relacionado con el efecto Forer, la validación subjetiva es un elemento importante en la lectura en frío. Se considera que es la razón principal detrás de la mayoría de los informes de fenómenos paranormales. Según Bob Carroll, el psicólogo Ray Hyman es considerado el principal experto en validación subjetiva y lectura en frío.
El término validación subjetiva apareció por primera vez en el libro de 1980 Psicología del psíquico por David F. Marks y Richard Kammann.